# Nederlandse Rode Lijst (kokerjuffers)
De Nederlandse Rode Lijst voor kokerjuffers (Trichoptera) bevat van de in Nederland voorkomende maar in het voorkomen in mindere of meerdere mate bedreigde soorten.
De Rode Lijsten worden regelmatig, bijvoorbeeld eens in de tien jaar, bijgewerkt. Minister Cees Veerman van Landbouw, Natuur en Voedselkwaliteit heeft op 5 november 2004 de nieuwe Rode Lijsten voor bedreigde dier- en plantensoorten vastgesteld. Van de 12.000 soorten kokerjuffers leven ongeveer 175 soorten in Nederland. Daarvan staan er 84 op deze rode lijst.
Plaatsing op de Rode Lijst betekent niet automatisch dat de soort beschermd is. Daarvoor is opname van de soort in de Flora- en faunawet nodig. De Rode Lijsten hebben daarvoor een belangrijke signaalfunctie.
Op de Rode Lijsten staan, naast de bedreigde soorten, beschermingsmaatregelen om deze soorten weer in aantal te laten toenemen. Doordat overheden en terreinbeherende organisaties bij hun beleid en beheer rekening houden met de Rode Lijsten wordt gehoopt dat van de nu bedreigde organismen er over tien jaar een aantal niet meer bedreigd zullen zijn en dus van de Rode Lijst afgevoerd kunnen worden.
Er worden op de Rode lijst acht categorieën onderscheiden:
- uitgestorven op wereldschaal
- in het wild uitgestorven op wereldschaal
- verdwenen uit Nederland
- in het wild verdwenen uit Nederland
- ernstig bedreigd
- bedreigd
- kwetsbaar
- gevoelig

## Rode Lijst kokerjuffers 2004
| Nederlandse naam | Wetenschappelijke naam       | Status                  |
| ---------------- | ---------------------------- | ----------------------- |
| Geen             | Hydroptila sparsa            | bedreigd                |
| Geen             | Limnephilus bipunctatus      | gevoelig                |
| Geen             | Hydatophylax infumatus       | gevoelig                |
| Geen             | Hydropsyche dinarica         | gevoelig                |
| Geen             | Hydropsyche fulvipes         | gevoelig                |
| Geen             | Hydropsyche instabilis       | kwetsbaar               |
| Geen             | Hydropsyche modesta          | gevoelig                |
| Geen             | Hydropsyche pellucidula      | kwetsbaar               |
| Geen             | Hydroptila cornuta           | verdwenen uit Nederland |
| Geen             | Halesus tessellatus          | bedreigd                |
| Geen             | Hydroptila pulchricornis     | gevoelig                |
| Geen             | Hagenella clathrata          | kwetsbaar               |
| Geen             | Hydroptila tineoides         | ernstig bedreigd        |
| Geen             | Ithytrichia lamellaris       | verdwenen uit Nederland |
| Geen             | Lasiocephala basalis         | kwetsbaar               |
| Geen             | Lepidostoma hirtum           | bedreigd                |
| Geen             | Leptocerus interruptus       | kwetsbaar               |
| Geen             | Leptocerus tineiformis       | kwetsbaar               |
| Geen             | Limnephilus auricula         | kwetsbaar               |
| Geen             | Adicella filicornis          | gevoelig                |
| Geen             | Hydroptila dampfi            | verdwenen uit Nederland |
| Geen             | Ceraclea nigronervosa        | bedreigd                |
| Geen             | Agapetus ochripes            | gevoelig                |
| Geen             | Agrypnia obsoleta            | kwetsbaar               |
| Geen             | Allogamus auricollis         | gevoelig                |
| Geen             | Anabolia brevipennis         | kwetsbaar               |
| Geen             | Annitella obscurata          | gevoelig                |
| Geen             | Apatania fimbriata           | gevoelig                |
| Geen             | Athripsodes albifrons        | ernstig bedreigd        |
| Geen             | Brachycentrus subnubilus     | ernstig bedreigd        |
| Geen             | Holocentropus insignis       | verdwenen uit Nederland |
| Geen             | Ceraclea dissimilis          | kwetsbaar               |
| Geen             | Limnephilus centralis        | kwetsbaar               |
| Geen             | Drusus annulatus             | gevoelig                |
| Geen             | Drusus trifidus              | gevoelig                |
| Geen             | Ernodes articularis          | kwetsbaar               |
| Geen             | Glossosoma conformis         | gevoelig                |
| Geen             | Goera pilosa                 | kwetsbaar               |
| Geen             | Grammotaulius nigropunctatus | ernstig bedreigd        |
| Geen             | Grammotaulius nitidus        | ernstig bedreigd        |
| Geen             | Grammotaulius submaculatus   | gevoelig                |
| Geen             | Ceraclea alboguttata         | ernstig bedreigd        |
| Geen             | Setodes viridis              | verdwenen uit Nederland |
| Geen             | Limnephilus binotatus        | kwetsbaar               |
| Geen             | Parachiona picicornis        | gevoelig                |
| Geen             | Polycentropus flavomaculatus | kwetsbaar               |
| Geen             | Potamophylax luctuosus       | gevoelig                |
| Geen             | Psychomyia pusilla           | gevoelig                |
| Geen             | Ptilocolepus granulatus      | gevoelig                |
| Geen             | Rhadicoleptus alpestris      | gevoelig                |
| Geen             | Sericostoma flavicorne       | verdwenen uit Nederland |
| Geen             | Oligostomis reticulata       | ernstig bedreigd        |
| Geen             | Setodes punctatus            | ernstig bedreigd        |
| Geen             | Oligoplectrum maculatum      | verdwenen uit Nederland |
| Geen             | Silo piceus                  | verdwenen uit Nederland |
| Geen             | Stenophylax permistus        | bedreigd                |
| Geen             | Tinodes pallidulus           | gevoelig                |
| Geen             | Tinodes unicolor             | gevoelig                |
| Geen             | Triaenodes reuteri           | ernstig bedreigd        |
| Geen             | Triaenodes simulans          | bedreigd                |
| Geen             | Trichostegia minor           | kwetsbaar               |
| Geen             | Wormaldia occipitalis        | gevoelig                |
| Geen             | Setodes argentipunctellus    | gevoelig                |
| Geen             | Lithax obscurus              | gevoelig                |
| Geen             | Limnephilus elegans          | ernstig bedreigd        |
| Geen             | Limnephilus fuscicornis      | ernstig bedreigd        |
| Geen             | Limnephilus griseus          | ernstig bedreigd        |
| Geen             | Limnephilus ignavus          | kwetsbaar               |
| Geen             | Limnephilus incisus          | ernstig bedreigd        |
| Geen             | Limnephilus luridus          | kwetsbaar               |
| Geen             | Limnephilus marmoratus       | kwetsbaar               |
| Geen             | Limnephilus nigriceps        | bedreigd                |
| Geen             | Oxyethira falcata            | gevoelig                |
| Geen             | Limnephilus vittatus         | kwetsbaar               |
| Geen             | Wormaldia subnigra           | gevoelig                |
| Geen             | Lype phaeopa                 | kwetsbaar               |
| Geen             | Melampophylax mucoreus       | gevoelig                |
| Geen             | Micrasemodes minimus         | verdwenen uit Nederland |
| Geen             | Molanna albicans             | gevoelig                |
| Geen             | Neureclepsis bimaculata      | kwetsbaar               |
| Geen             | Notidobia ciliaris           | kwetsbaar               |
| Geen             | Odontocerum albicorne        | ernstig bedreigd        |
| Geen             | Oecetis notata               | ernstig bedreigd        |
| Geen             | Limnephilus stigma           | bedreigd                |